# Judicial Watch
Judicial Watch (JW) este un grup de activiști conservatori americani care depune procese ale Legii privind libertatea informațiilor (FOIA) pentru a investiga acțiunile incorecte ale oficialilor guvernamentali.
Fondată în 1994, JW a vizat în primul rând democrații, în special președinția lui Bill Clinton, președinția lui Barack Obama și Hillary Clinton. Organizația a descris știința climatică drept „știința fraudei” și a intentat procese împotriva oamenilor de știință din domeniul climatului guvernamental. JW a formulat numeroase afirmații false și nefondate, care au fost ridicate de magazinele de știri din dreapta. Instanțele au respins marea majoritate a proceselor sale.

## Istorie
Judicial Watch a fost fondată în 1994 de avocatul și activistul de dreapta Larry Klayman. Înainte de a părăsi organizația în 2003, Klayman l-a angajat pe Tom Fitton, care a devenit președinte al organizației. În octombrie 2016, The New York Times a scris: „Strategia Judicial Watch este simplă: covor-bombă instanțele federale cu procese privind Legea privind libertatea informațiilor”. Începând cu 2016, organizația avea aproape 50 de angajați. Judicial Watch se numește o fundație educațională nonpartizanală, precum și o organizație media. Potrivit Times, „grupul a forțat eliberarea de înregistrări guvernamentale care altfel ar fi fost păstrate de public”. Criticii acuză JW de „armarea Legii privind libertatea informațiilor în scopuri politice”.

### Administrația Clinton
Judicial Watch a intrat în atenția publicului după ce a depus 18 procese împotriva administrației președintelui democratic al Statelor Unite, Bill Clinton și a altor figuri din administrația Clinton. Judicial Watch a depus un proces precoce în numele Western Centre for Journalism (WCJ) în 1998. Procesul a pretins un audit de represalii de către Serviciul de venituri interne (IRS). WCJ a investigat moartea avocatei adjunctului Clinton, consilierul Vince Foster, la acea vreme.
Acest lucru i-a determinat pe oficialii administrației Clinton să acuze Judicial Watch de „abuzul sistemului judiciar pentru scopuri partizane”.

### Administrația Bush
În iulie 2003, Judicial Watch s-a alăturat organizației de mediu Sierra Club pentru a da în judecată administrația George W. Bush pentru accesul la procesele verbale ale grupului energetic al vicepreședintelui Dick Cheney. Judicial Watch a fost implicat într-o dispută legală similară cu vicepreședintele Dick Cheney în 2002, când grupul a intentat un proces împotriva lui Halliburton. Procesul, care l-a acuzat pe Halliburton de fraudă contabilă, a susținut că „atunci când domnul Cheney era directorul executiv al Halliburton, el ți alți directori au umflat rapoartele de venituri, crescând prețul acțiunilor lui Halliburton”. După cum a raportat Wall Street Journal, instanța de judecată susține că veniturile supraestimate din domeniul serviciilor petroliere au depășit un total de 445 milioane de dolari din 1999 până la sfârșitul anului 2001.

### Administrația Obama
Judicial Watch a depus peste douăzeci de procese FOIA care implică e-mailurile secretarului de stat Hillary Clinton.
Un judecător federal a decis, pe 23 februarie 2016, că asistenții de prim rang pentru Hillary Clinton ar putea fi chestionați sub jurământ de Judicial Watch cu privire la utilizarea ei de un server de e-mail privat ca secretar de stat. Judecătorul de judecătorie Emmet G. Sullivan a aprobat moțiunea Judicial Watch pentru descoperirea dacă Departamentul de Stat și fostul secretar de stat Hillary Clinton au zădărnicit în mod deliberat Legea privind libertatea informațiilor, folosind un server de e-mail privat pentru a oculta comunicările din cererile de înregistrări publice.

## Activități și controverse
Obiectivele principale ale Judicial Watch au fost democrații, în special Bill și Hillary Clinton și administrația Obama.

### Scandalul misiunii departamentului comerțului
În 1995, Judicial Watch, Inc. a înaintat o acțiune la Judecătoria Sectorului din cadrul FOIA, solicitând informații de la Departamentul de Comerț (DOC) cu privire la selecția participanților pentru misiunile de comerț exterior. În mai 1995, în urma unei căutări ca răspuns la solicitările FOIA ale Judicial Watch, DOC a produs aproximativ 28.000 de pagini de informații fără excepție și a reținut aproximativ 1.000 de documente ca fiind scutite. Disputele au apărut între părți cu privire la caracterul adecvat al percheziției DOC, iar Judicial Watch a acuzat că unii oficiali DOC au distrus sau eliminat documente responsive. În decembrie 1998, în urma descoperirii, Curtea de district a acordat o hotărâre sumară parțială Judicial Watch ți a ordonat DOC să efectueze o nouă percheziție.

### Lista vizitatorilor de la Casa Albă
10 august 2009 Judicial Watch a trimis sau solicitarea FOIA către Serviciul Secret al SUA, solicitând ca listele să fie oficiale ale vizitatorului de la Casa Albă să fie făcute publice. În august 2011, judecătorul de district Beryl Howell a ordonat agenții să proceseze cererea de date a grupului.

### Afirmații false despre Nancy Pelosi
În 2010, Judicial Watch a făcut afirmații inexacte cu privire la cheltuielile de călătorie aeriană de către delegația congresistă a lui Nancy Pelosi; Afirmațiile de Judicial Watch au fost preluate de site-ul conservator WorldNetDaily. De asemenea, Judicial Watch a făcut afirmații false despre călătoriile aeriene ale lui Pelosi în 2008.

### Investigații Mueller-FBI în ingerințele rusești în alegeri
În 2017, Judicial Watch a ajutat la abilitarea atacurilor republicane împotriva anchetei consilierului special, procurorul Robert Mueller cu privire la imixtiunea Rusiei în alegerile din 2016. Președintele Judicial Watch, Tom Vuitton, a cerut închiderea anchetei consilierului special, argumentând că procurorii din anchetă au fost prea părtinitori împotriva președintelui Donald Trump pentru a efectua o anchetă credibilă, afirmație pe care senatorul republican Tom Tellis și Bob Corker au respins-o.
În plus, Fitton a solicitat închiderea Biroului Federal de Investigații (FBI) pe baza afirmației false că administrația Obama a transformat-o într-o „operațiune de tip KGB”.